# Es liegt was in der Luft (1950)
Es liegt was in der Luft ist ein überwiegend von Österreichern in der Schweiz hergestelltes Filmlustspiel aus dem Jahr 1950 von E. W. Emo mit Hans Moser, Waltraut Haas und Lucie Englisch in den Hauptrollen. Eine weitere Hauptrolle erhielt der Schweizer Rudolf Bernhard.

## Handlung
In einem Schloss in Tirol haben die Parfümeurs und Duftentwickler Theodor Schmidt und Viktor von Schwarzeck einen köstlichen Duft hergestellt, der den mysteriösen Namen „Vigodor“ trägt. Es soll sich, wie man so hört, nahezu um einen Wunderduft handeln, der Männlein wie Weiblein geradezu wuschig und für das andere Geschlecht unwiderstehlich macht. Erwartungsgemäß ist der Duftspezialist Leopold Graf von der Wiener Parfümfabrik des Direktors Florian und sein Schweizer Gegenstück Robert Stünzi von der Basler Firma Hartmann hinter dem Superwässerchen her. Sofort reisen die beiden Kontrahenten zum Tiroler Schloss, mit der Absicht, dem anderen das ungemein wertvolle Rezept vor der Nase wegzuschnappen.
Währenddessen hat sich Viktor von Schwarzeck in die Schweiz begeben, um mit einer US-amerikanischen Firma in Verhandlungen zu begeben. Um bessere Chancen beim Formelerwerb zu haben, entscheiden sich Graf und Stünzi, vorerst die Rivalitäten beiseite zu schieben und gemeinsam den Duft zu kaufen. Viktor von Schwarzecks Vater, ein veritabler Graf, wird derweil von den Tirolern von einer langen Ägypten-Reise zurückerwartet. Als man von Leopold Grafs Erscheinen hört, verwechselt man ihn zunächst mit dem alten Adeligen, der sich drei Jahrzehnte hier nicht mehr blicken gelassen hatte und nunmehr die Finanzierung von „Vigodor“ übernehmen will. Diese Namensverwechslung nutzen Leopold und Robert, um ins Schloss hereingelassen zu werden.
Kaum drin, machen sich die beiden älteren Herren augenblicklich auf die Suche nach der alles entscheidenden Duftformel, die so viel Reichtum verspricht. Bald ist das Durcheinander perfekt: Leopold Graf, der seine Tochter Rosel im Schlepptau hat, wird prompt mit dem gleichfalls eintreffenden Grafen Leopold verwechselt, der wiederum die Pariser Tänzerin Nadja als Begleitung mitgebracht hat und als „Frau Gräfin“ eingeführt wird. Die Tatsache, dass der eine Bestandteil des begehrten Duftwässerchens de facto ein Wahrheitsserum und der andere ein Schlafmittel ist, sorgt nun bald für ein großes Durcheinander, das obligatorische Schlossgespenst inklusive. Bald erweist sich Nadja als ziemliches Luder und türmt in einem günstigen Moment mit der wertvollen Duftformel. Doch die Diebin wird eingeholt, und in Basel beschließen die Duft-Supernasen Leopold Graf und Robert Stünzi, „Vigodor“ gemeinschaftlich zu vertreiben. Ganz en passant finden auch noch die jungen Leute dieser Geschichte im Rahmen einer Dreifach-Hochzeit zueinander.

## Produktionsnotizen
Es liegt was in der Luft entstand zwischen dem 20. Juli 1950 in den Filmstudios von Basel-Münchenstein. Die Dreharbeiten endeten im September desselben Jahres. Außenaufnahmen wurden in Wien, Tirol und Basel angefertigt. Der Film wurde am 26. Dezember 1950 im Zürcher Scala-Kino uraufgeführt, die österreichische Premiere erfolgte am 23. Januar 1951 in Wien. In Deutschland konnte man Es liegt was in der Luft erstmals am 2. Februar 1951 in Düsseldorf sehen.
Curt Model übernahm die Produktionsleitung, die Filmbauten entwarf André Perrottet-von Laban.
Für den bis 1933 beim österreichischen und deutschen Film sehr aktiven Schauspielveteran Eugen Jensen war dies seine letzte und einzige Filmrolle seit seiner Emigration in die Schweiz.

## Kritiken
Hervé Dumont schrieb: “Die unterhaltsame Posse, in der bald Dialekt, bald Hochdeutsch gesprochen wird, hat nur zum Ziel den köstlichen, siebzigjährigen Hans Moser (1880–1964) zur Geltung zu bringen, untersetzt und brummelnd, eine lebende Institution des Wiener Theaters, Kabaretts und Films; Rudolf Bernhard, in Sachen Popularität sein helvetisches Gegenstück, gibt ihm auf „Züritütsch“ das Stichwort, und die turbulente Lucie Englisch, die naive Bäuerin des bayerischen Kinos, spielt Schiedsrichterin. Verwechslungen, weitgehend improvisierte Gags und Verkleidungen (Moser als Gespenst, Bernhard als Hausfrau) sind die Zutaten des Gerichts.”
Im Filmdienst heißt es: „Gutgelaunte Nichtigkeit, der man ihre Theaterherkunft allzu deutlich anmerkt – Hans Moser ist der einzige komödiantische Lichtblick.“